# Бар'єр Темзи

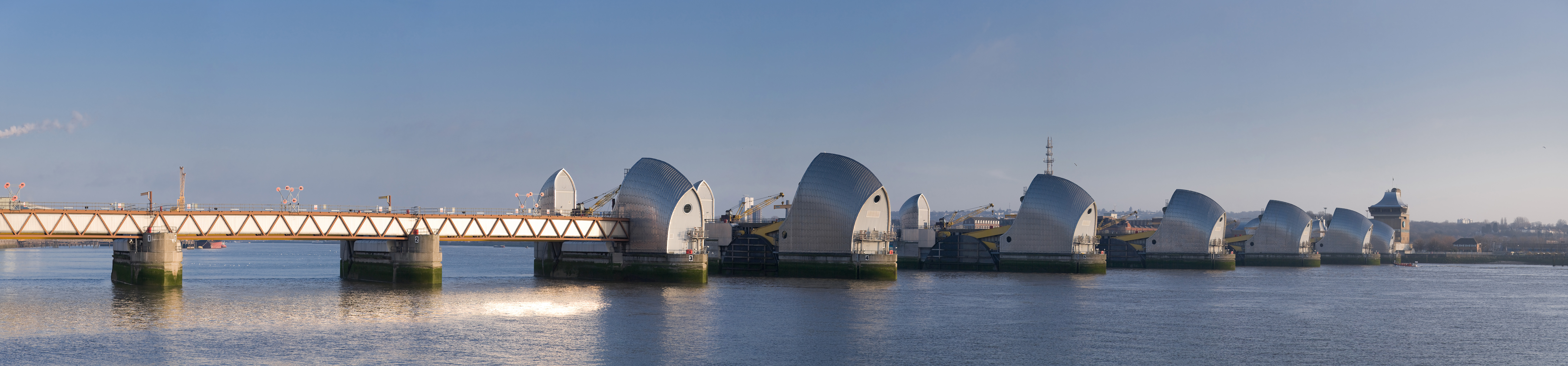
Бар'єр Темзи

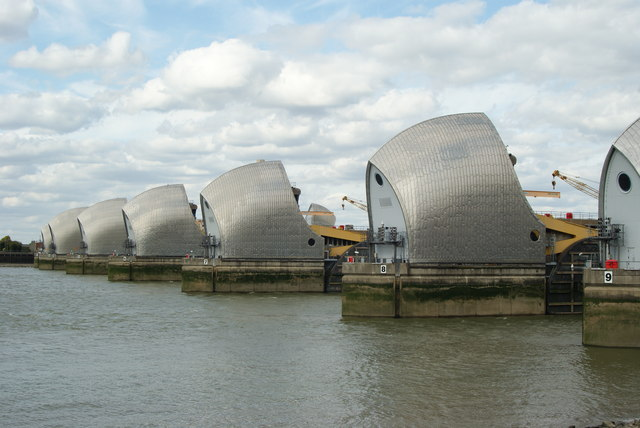
Опори

51°29′52″ пн. ш. 0°02′12″ сх. д. / 51.497777777778° пн. ш. 0.036666666666667° сх. д.
Бар'єр Темзи (англ. Thames Barrier) — захисна гребля поперек річки Темзи в східному Лондоні, здатна перекривати рух води вгору по річці для захисту міста і його околиць від штормового припливу висотою до 7 метрів з Північного моря; введено в експлуатацію у 1983 році. Є частиною системи захисту Лондона від повеней. Термін служби споруди розрахований до 2030 року.

## Історія
Передумовою створенню бар'єра послужила катастрофічна повінь 1953 року. Ідея будівництва захисних споруд була висловлена у 1966 році. Будівництво бар'єра велося у 1974—1982 роках, роботи координувала Рада Великого Лондона. Урочисте відкриття за участю королеви Єлизавети II відбулося 8 травня 1984. Вартість реалізації проєкту склала 1,4 млрд фунтів стерлінгів у цінах 2007 року, 75 % з яких фінансувалися урядом Великої Британії і 25 % — органами місцевого самоврядування. Обслуговування бар'єра щорічно обходиться скарбниці у 8 млн фунтів (без урахування капітального ремонту).

## Конструкція
Ширина греблі становить близько 520 метрів. Складається з 9 бетонних споруд і 10 розвідних сталевих воріт, серед них чотири великі брами (вагою 3700 тонн кожна, заввишки 20 метрів і завширшки у просвіті 61,5 метра) і дві малі брами (завширшки 31 метр)..
У стані спокою брама перебуває на дні річки, не перешкоджаючи судноплавству. У робочому положенні брама повертається на 90 градусів, утворюючи суцільну стіну. Час закриття брам окремо становить 10-15 хвилин, всього бар'єру — 1,5 години.
Опори над водою мають форму судна і призначені для зниження аеродинамічного вітрового навантаження при проходженні суден. Глибина Темзи у бар'єру складає, в середньому, близько 7 метрів під час відпливу і 15 метрів під час припливу. З 1983 по жовтень 2011 року бар'єр під час припливів був задіяний 119 разів. Найчастіше бар'єр закривається в сезон повеней — з вересня по квітень.